# Automobil und Aviatik
Automobil und Aviatik AG – niemiecka wytwórnia lotnicza, założona w 1909 roku, produkująca samoloty wojskowe podczas I wojny światowej pod nazwą Aviatik. Istniała ponadto odrębna austro-węgierska wytwórnia Aviatik.

## Historia

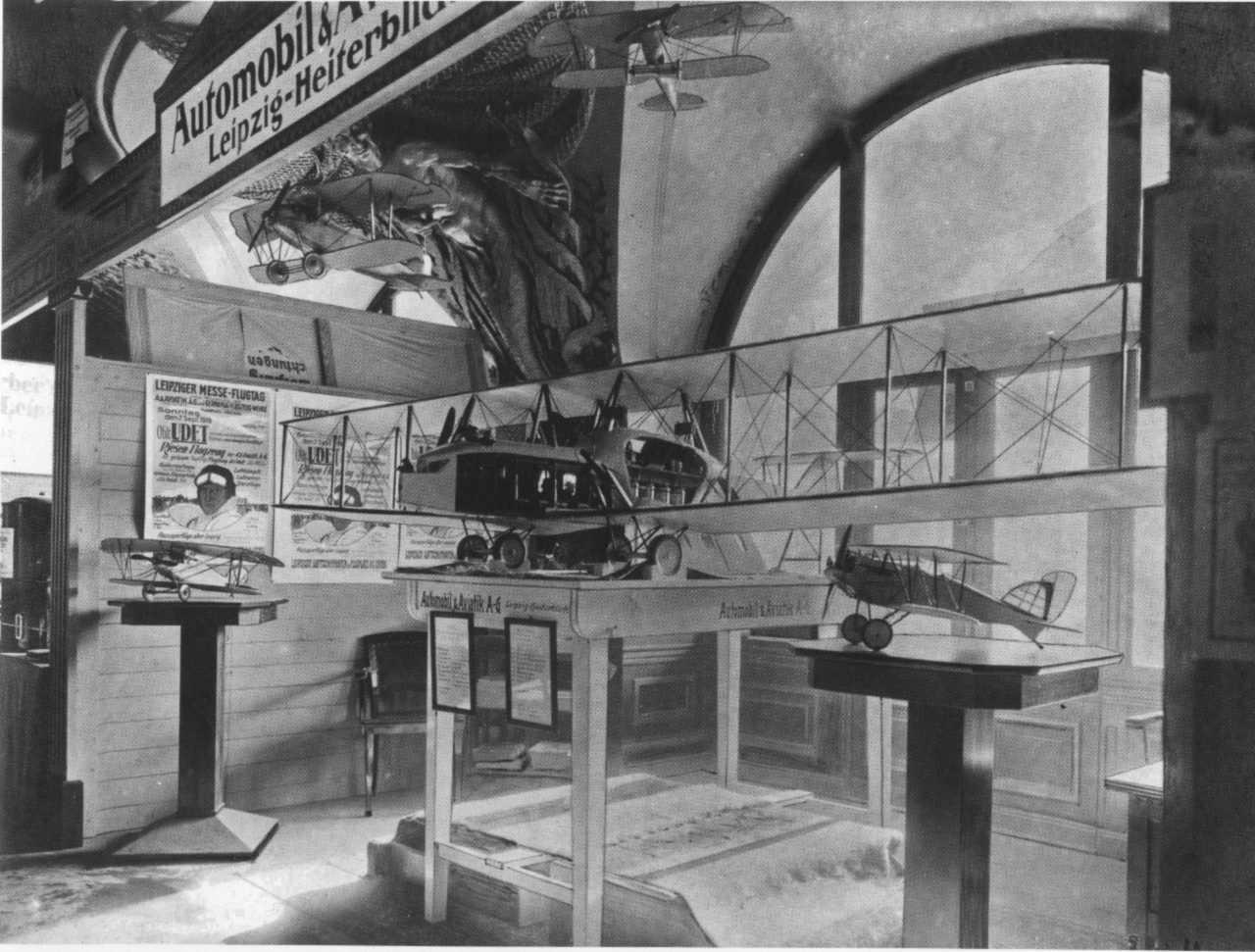
Stoisko wystawowe Automobil & Aviatik AG na Targach Lipskich w 1919 r.

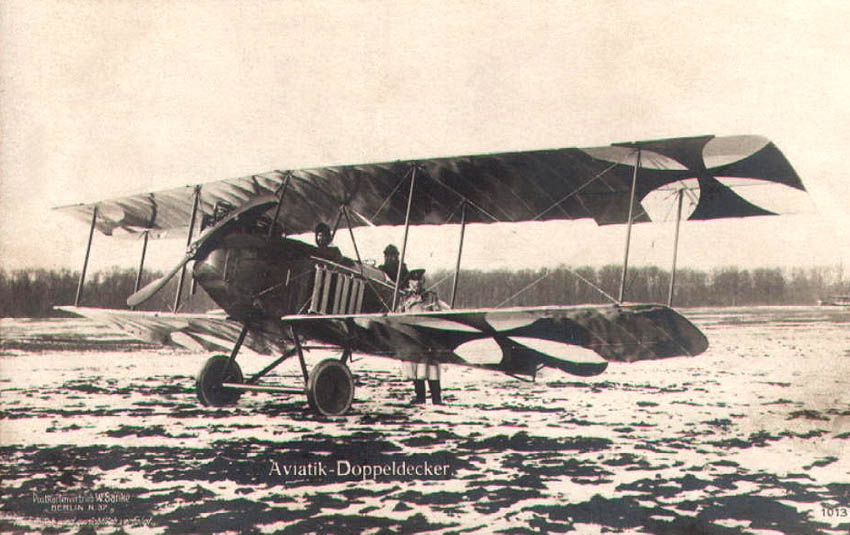
Aviatik B.I (typ P15)

Spółka akcyjna Automobil und Aviatik AG została założona 10 grudnia 1909 roku w Mülhausen-Burzweiler w ówczesnej niemieckiej Alzacji (obecnie Miluza we Francji). Powstała z połączenia zakładów motoryzacyjnych i rowerowych Fahrrad und Automobilfabrik Alzatczyka Georges'a Chatēla z zakładami lotniczymi Aviatik GmbH należącymi do Chatēla i Henriego Jeannina. Początkowo produkowała samoloty na licencji francuskiej: dwupłaty ze śmigłem pchającym Farmana i jednopłaty Hanriota, na rynek cywilny i do szkolenia. Wytwórnia prowadziła także własną szkołę lotniczą w pobliskim Habsheim. W grudniu 1910 roku Aviatik dostarczył pierwszy samolot dla niemieckiego lotnictwa wojskowego (dwupłat Aviatik-Farman), w ciągu następnych dwóch lat dostarczył ich dalsze 14 (12 dwupłatów i 2 jednopłaty).
Od 1912 roku firma Aviatik rozpoczęła produkcję samolotów własnej konstrukcji – dwupłatów projektu głównego konstruktora inżyniera Roberta Wilda (Szwajcara). Dzięki solidnej konstrukcji i dobrym osiągom, potwierdzonym przez zdobycie kilku rekordów, samoloty Aviatik szybko zdobyły popularność, a sama firma stała się jednym z głównych producentów samolotów dla lotnictwa niemieckiego przed I wojną światową. W 1913 roku lotnictwo zamówiło 101 samolotów Aviatik (więcej, niż innych producentów. Były one także eksportowane i budowane na licencji przez firmy zagraniczne (austriacką Weiser & Sohn, włoską SAML, rosyjską Anatra). Wraz z Weiser, niemiecki Aviatik założył także austro-węgierską wytwórnię Oesterreichisch-Ungarische Flugzeugfabrik Aviatik, która produkowała samoloty pod tą samą nazwą. Przed wojną i po jej wybuchu produkowano dla niemieckiego lotnictwa wojskowego wielozadaniowe nieuzbrojone dwupłaty kategorii B (B.I i B.II).
W obliczu wybuchu I wojny światowej, podczas mobilizacji, fabryka została ewakuowana 1 sierpnia 1914 roku w miejsce bardziej oddalone od granicy francuskiej – do Fryburga (dyrektor Georges Chatēl zginął jednak podczas ostrzału artyleryjskiego 12 sierpnia w toku walki o Mülhausen). Z uwagi na zagrożenie bombardowaniami, fabryka została następnie przeniesiona dalej na wschód, do nowo zbudowanych hal w Lipsku-Heiterblick, uruchomionych w czerwcu 1916 roku. Fabryka zatrudniała w 1914 około 200 pracowników, we Fryburgu ok. 700, a na koniec wojny w Lipsku – 1600. Szkoła lotnicza została przeniesiona do Fryburga, następnie Lipska-Mockau, a po jej zniszczeniu przez pożar pod koniec 1916, została przeniesiona w 1917 roku do Bork pod Berlinem (do dawnej szkoły Grade).
Od wiosny 1915 roku produkowano uzbrojone samoloty Aviatik C.I, następnie Aviatik C.III.
W późniejszym okresie wojny, Aviatik zajmował się głównie produkcją licencyjną, m.in. produkując 800 samolotów DFW C.V w 1917 roku (oznaczonych początkowo jako Aviatik C.VI). Powstała też pewna liczba własnych projektów samolotów rozpoznawczych i myśliwskich, lecz nie były produkowane seryjnie dla niemieckiego lotnictwa.